# NGC 4620
NGC 4620 is een lensvormig sterrenstelsel in het sterrenbeeld Maagd. Het hemelobject werd op 29 maart 1830 ontdekt door de Britse astronoom John Herschel.

## Synoniemen
- UGC 7859
- MCG 2-32-182
- ZWG 70.224
- VCC 1902
- NPM1G +13.0317
- PGC 42619